# Sally Pearson
Sally McLellan-Pearson (ur. 19 września 1986 w Sydney) – australijska lekkoatletka specjalizująca się w biegach przez płotki.
Uczestniczka igrzysk olimpijskich – w 2008 zdobyła srebrny medal w biegu na 100 metrów przez płotki. Medalistka mistrzostw świata, halowych mistrzostw świata oraz igrzysk Wspólnoty Narodów. Sukcesy odnosiła już jako juniorka młodsza zostając mistrzynią świata w tej kategorii wiekowej. Mieszka w Gold Coast – w 2011 została ambasadorką kandydatury (zakończonej sukcesem) tego miasta do organizacji igrzysk Wspólnoty Narodów w 2018. Jest żoną Kierana Pearsona.

## Kariera

### Początki
Australijka urodziła się w Sydney, a w wieku ośmiu lat wraz z rodziną przeniosła się do Gold Coast, gdzie w szkole podstawowej jej sportowy talent odkrył Sharon Hannan. Początkowo zajmowała się pływaniem i gimnastyką. Już 2001 roku jako czternastolatka została mistrzynią Australii juniorek w biegu na 100 metrów. 9 grudnia 2001 w Melbourne poprawiła czasem 12,51 rekord Australii młodzików w biegu na 90 metrów przez płotki, a 21 października tego samego roku poprawiła rekord Australii młodzików w biegu na 200 metrów przez płotki (28,15). Pierwsze międzynarodowe sukcesy odniosła w 2003 roku w Sherbrooke – na mistrzostwach świata juniorów młodszych była piąta w biegu na 200 metrów oraz zdobyła złoty medal w biegu na 100 metrów przez płotki (wysokość płotków – 76,2 cm). Jako szesnastolatka wystąpiła w biegu rozstawnym 4 × 100 metrów na mistrzostwach świata w Paryżu (2003). Latem 2004 startowała w mistrzostwach świata juniorów – w biegu na 100 metrów zdobyła brązowy medal, na tym samym dystansie w biegu płotkarskim zajęła czwarte miejsce, a w sztafecie 4 × 100 metrów była piąta. Na koniec sezonu 2004 wystąpiła w igrzyskach Wspólnoty Narodów młodzieży zdobywając brąz w biegu na 100 metrów oraz złoto w biegu na 100 metrów przez płotki. Podczas tych zawodów wystąpiła także w sztafecie 4 × 100 metrów (srebrny medal) i sztafecie szwedzkiej (brązowy medal).

### 2005-2008
W sezonie 2005 startowała wyłącznie w Australii wieńcząc sezon ustanowieniem 26 listopada w Brisbane rekordu Australii i Oceanii juniorów (13,01) w biegu na 100 metrów przez płotki.
Na początku pierwszego roku w gronie seniorów (2006) wystąpiła w Melbourne w igrzyskach Wspólnoty Narodów zajmując siódme miejsce w biegu na 100 metrów, odpadła już w eliminacjach biegu na 100 metrów przez płotki oraz wraz z partnerkami z ekipy australijskiej wywalczyła brązowy medal w biegu rozstawnym 4 × 100 metrów. Została powołana do reprezentacji swojego kontynentu na wrześniowe zawody pucharu świata w Atenach – podczas tych zawodów wystartowała w biegu na 100 metrów (8. miejsce), biegu na 100 metrów przez płotki (4. miejsce) oraz sztafecie 4 × 100 metrów (5. miejsce).
Od stycznia startowała w Australii, a 11 marca podczas mistrzostw kraju w Brisbane zdobyła złoty medal i czasem 12,92 ustanowiła nowy rekord kontynentu w biegu na 100 metrów przez płotki – rezultat ten poprawiła 5 maja pokonując dystans płotkarski w Osace w czasie 12,71. W czerwcu i lipcu ponownie startowała w swojej ojczyźnie, a na przełomie sierpnia i września brała udział w mistrzostwach świata. Na światowym czempionacie nie odniosła jednak sukcesów docierając do półfinałów biegów na 100 i 100 metrów przez płotki oraz wraz z koleżankami odpadając już w eliminacjach sztafety 4 × 100 metrów.
W styczniu 2008 startowała w Australii, a kolejne występy miała dopiero w czerwcu. 16 lipca w Lucernie czasem 12,58 poprawiła własny rekord kontynentu w biegu na 100 metrów przez płotki – swój rekordowy wynik poprawiła ponownie 29 lipca w Monako. Kolejny start w karierze Australijki to igrzyska olimpijskie w Pekinie, podczas których w finale osiągnęła czas 12,64 i zdobyła srebrny medal przegrywając z Amerykanką Dawn Harper.

### 2009-2012
Zimą 2009 ustanowiła w Stanach Zjednoczonych dwa halowe rekordy Australii i Oceanii – 7,30 w biegu na 60 metrów oraz 7,96 w biegu na 60 metrów przez płotki. W styczniu i lutym startowała na stadionie w Australii zdobywając m.in. w marcu złote medale mistrzostw kraju. 28 lipca na mityngu Herculis w Monako wynikiem 12,50 ustanowiła rekord życiowy oraz rekord kontynentu w biegu na 100 metrów przez płotki. Na mistrzostwach świata w Berlinie zajęła w biegu przez płotki piąte miejsce z czasem 12,70.
Latem 2010 startowała głównie w mityngach rozgrywanych w Europie zwyciężając m.in. w biegu przez płotki na zawodach DN Galan 2010 w Sztokholmie. We wrześniu była reprezentantką Azji i Oceanii podczas pucharu interkontynentalnego w Splicie. Wygrała bieg na 100 metrów podczas igrzysk Wspólnoty Narodów w Nowym Delhi jednak kilka godzin po biegu została zdyskwalifikowana za falstart i pozbawiono ją złotego medalu. Podczas tych samych zawodów zdobyła także złoty medal w biegu na 100 metrów przez płotki. Była członkinią australijskiej sztafety 4 × 400 metrów, która na igrzyskach zajęła czwarte miejsce.
Od stycznia do kwietnia 2011 startowała wyłącznie w swojej ojczyźnie zdobywając m.in. kolejne medale mistrzostw Australii. Latem skupiła się na biegu na 100 metrów przez płotki odnosząc zwycięstwa na tym dystansie m.in. podczas mityngów Aviva British Grand Prix 2011 w Birmingham oraz Herculis 2011 w Monako. Złota medalistka mistrzostw świata w Taegu – w finale osiągnęła czas 12,28 (wówczas czwarty w historii biegu na 100 metrów przez płotki kobiet), a dodatkowo w półfinale uzyskała rezultat 12,36. Została wybrana lekkoatletką roku 2011 w plebiscycie IAAF World Athlete of the Year. Jako cel na sezon 2012 wyznaczyła sobie zdobycie złotego medalu igrzysk olimpijskich oraz poprawienie rekordu świata w biegu na 100 metrów przez płotki.
Poprawiając własny halowy rekord Australii i Oceanii zdobyła w marcu 2012 halowe mistrzostwo świata w biegu na 60 metrów przez płotki.

## Osiągnięcia

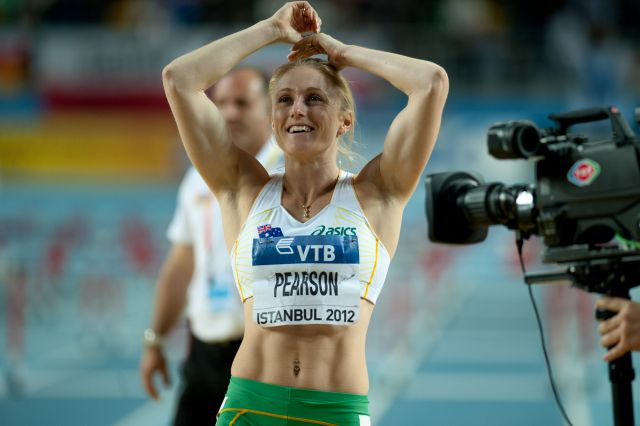
Zawodniczka podczas halowych mistrzostw świata w Stambule

| Rok  | Impreza                               | Miejsce    | Konkurencja                    | Pozycja    | Wynik   |
| ---- | ------------------------------------- | ---------- | ------------------------------ | ---------- | ------- |
| 2003 | Mistrzostwa świata juniorów młodszych | Sherbrooke | bieg na 200 m                  | 5. miejsce | 24,01   |
| 2003 | Mistrzostwa świata juniorów młodszych | Sherbrooke | bieg na 100 m przez płotki     | 1. miejsce | 13,42   |
| 2003 | Mistrzostwa świata                    | Paryż      | sztafeta 4 × 100 m             | eliminacje | 44,11   |
| 2004 | Mistrzostwa świata juniorów           | Grosseto   | bieg na 100 m                  | 3. miejsce | 11,40   |
| 2004 | Mistrzostwa świata juniorów           | Grosseto   | bieg na 100 m przez płotki     | 4. miejsce | 13,41   |
| 2004 | Mistrzostwa świata juniorów           | Grosseto   | sztafeta 4 × 100 m             | 5. miejsce | 45,10   |
| 2004 | Igrzyska Wspólnoty Narodów młodzieży  | Bendigo    | bieg na 100 m                  | 3. miejsce | 12,26   |
| 2004 | Igrzyska Wspólnoty Narodów młodzieży  | Bendigo    | bieg na 100 m przez płotki     | 1. miejsce | 14,11   |
| 2004 | Igrzyska Wspólnoty Narodów młodzieży  | Bendigo    | sztafeta 4 × 100 m             | 2. miejsce | 46,08   |
| 2004 | Igrzyska Wspólnoty Narodów młodzieży  | Bendigo    | sztafeta szwedzka              | 3. miejsce | 3:56,57 |
| 2006 | Igrzyska Wspólnoty Narodów            | Melbourne  | bieg na 100 m                  | 7. miejsce | 11,50   |
| 2006 | Igrzyska Wspólnoty Narodów            | Melbourne  | bieg na 100 m przez płotki     | eliminacje | 13,02   |
| 2006 | Igrzyska Wspólnoty Narodów            | Melbourne  | sztafeta 4 × 100 m             | 3. miejsce | 44,25   |
| 2006 | Puchar świata                         | Ateny      | bieg na 100 m                  | 8. miejsce | 11,44   |
| 2006 | Puchar świata                         | Ateny      | bieg na 100 m przez płotki     | 4. miejsce | 12,95   |
| 2006 | Puchar świata                         | Ateny      | sztafeta 4 × 100 m             | 5. miejsce | 44,26   |
| 2007 | Mistrzostwa świata                    | Osaka      | bieg na 100 m                  | półfinał   | 11,32   |
| 2007 | Mistrzostwa świata                    | Osaka      | bieg na 100 m przez płotki     | półfinał   | 12,82   |
| 2007 | Mistrzostwa świata                    | Osaka      | sztafeta 4 × 100 m             | eliminacje | 43,91   |
| 2008 | Igrzyska olimpijskie                  | Pekin      | bieg na 100 m przez płotki     | 2. miejsce | 12,64   |
| 2008 | Światowy finał lekkoatletyczny IAAF   | Stuttgart  | bieg na 100 m przez płotki     | 6. miejsce | 12,82   |
| 2009 | Mistrzostwa świata                    | Berlin     | bieg na 100 m przez płotki     | 5. miejsce | 12,70   |
| 2010 | Puchar interkontynentalny             | Split      | bieg na 100 m przez płotki     | 1. miejsce | 12,65   |
| 2010 | Igrzyska Wspólnoty Narodów            | Nowe Delhi | bieg na 100 m przez płotki     | 1. miejsce | 12,67   |
| 2010 | Igrzyska Wspólnoty Narodów            | Nowe Delhi | sztafeta 4 × 400 m             | 4. miejsce | 3:30,29 |
| 2011 | Mistrzostwa świata                    | Daegu      | bieg na 100 m przez płotki     | 1. miejsce | 12,28   |
| 2012 | Halowe mistrzostwa świata             | Stambuł    | bieg na 60 m przez płotki      | 1. miejsce | 7,73    |
| 2012 | Igrzyska olimpijskie                  | Londyn     | bieg na 100 m przez płotki     | 1. miejsce | 12,35   |
| 2013 | Mistrzostwa świata                    | Moskwa     | bieg na 100 m przez płotki     | 2. miejsce | 12,50   |
| 2014 | Halowe mistrzostwa świata             | Sopot      | bieg na 60 m przez płotki      | 2. miejsce | 7,85    |
| 2014 | Igrzyska Wspólnoty Narodów            | Glasgow    | bieg na 100 m przez płotki     | 1. miejsce | 12,67   |
| 2017 | Mistrzostwa świata                    | Londyn     | bieg na 100 m przez płotki     | 1. miejsce | 12,59   |
| 2018 | Halowe mistrzostwa świata             | Birmingham | bieg na 60 metrów przez płotki | półfinał   | 7,92    |

## Progresja wyników

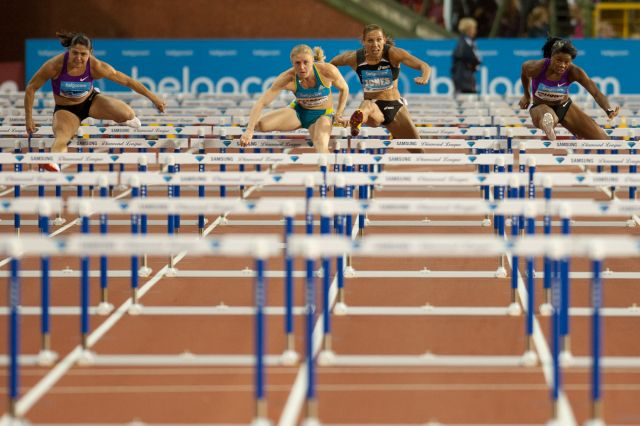
Płotkarka (druga od lewej) podczas mityngu Memorial Van Damme 2010 w Brukseli

### Bieg na 100 m przez płotki
| Sezon | Wiek    | Wynik | Miejsce   | Data                 | Wynik na świecie |
| ----- | ------- | ----- | --------- | -------------------- | ---------------- |
| 2004  | 18 lat  | 13,30 | Grosseto  | 15 lipca(dts) br     | 118.             |
| 2005  | 19 lat  | 13,01 | Brisbane  | 26 listopada(dts) br | 46.              |
| 2006  | 20 lat  | 12,95 | Ateny     | 17 września(dts) br  | 42.              |
| 2007  | 21 lat  | 12,71 | Osaka     | 5 maja(dts) br       | 12.              |
| 2008  | 22 lata | 12,53 | Monako    | 29 lipca(dts) br     | 5.               |
| 2009  | 23 lata | 12,50 | Monako    | 28 lipca(dts) br     | 5.               |
| 2010  | 24 lata | 12,57 | Sztokholm | 6 sierpnia(dts) br   | 4.               |
| 2011  | 25 lat  | 12,28 | Daegu     | 3 września(dts) br   | 1.               |
| 2012  | 26 lat  | 12,35 | Londyn    | 7 sierpnia(dts) br   | 1.               |
| 2013  | 27 lat  | 12,50 | Moskwa    | 17 sierpnia(dts) br  | 5.               |
| 2014  | 28 lat  | 12,59 | Perth     | 22 lutego(dts) br    | 8.               |
| 2015  | 29 lat  | 12,59 | Brisbane  | 29 marca(dts) br     | 9.               |
| 2016  | 30 lat  | 13,14 | Oslo      | 9 czerwca(dts) br    | 116.             |
| 2017  | 31 lat  | 12,48 | Londyn    | 9 lipca(dts) br      | 3.               |

## Rekordy życiowe
| Konkurencja                           | Rezultat | Data                  | Miejsce    | Zawody                    | Uwagi                           |
| ------------------------------------- | -------- | --------------------- | ---------- | ------------------------- | ------------------------------- |
| Bieg na 60 metrów (stadion)           | 7,16     | 25 czerwca 2011(dts)  | Gold Coast |                           |                                 |
| Bieg na 60 metrów (hala)              | 7,30     | 7 lutego 2009(dts)    | Boston     | Reebok                    | były rekord Australii i Oceanii |
| Bieg na 60 metrów przez płotki (hala) | 7,73     | 10 marca 2012(dts)    | Stambuł    | halowe mistrzostwa świata | rekord Australii i Oceanii      |
| Bieg na 100 metrów                    | 11,14    | 26 sierpnia 2007(dts) | Osaka      | mistrzostwa świata        |                                 |
| Bieg na 100 metrów przez płotki       | 12,28    | 3 września 2011(dts)  | Daegu      | mistrzostwa świata        | rekord Australii i Oceanii      |